# Eusarca majoraria
Eusarca majoraria là một loài bướm đêm trong họ Geometridae.